# Hjørring Kommune (1970–2006)
| Strukturdaten   | Strukturdaten       |
| --------------- | ------------------- |
| Verwaltungssitz | Hjørring            |
| Fläche          | 311,37 km²          |
| Einwohner       | 35.475 (2005)       |
| Website         | www.hjoerringkom.dk |

Hjørring Kommune war von 1970 bis 2006 eine Kommune in Nordjyllands Amt, Dänemark.
Sie entstand 1970 durch Zusammenlegung der Stadt Hjørring mit den Kirchspielsgemeinden Bjergby-Mygdal, Vrejlev-Hæstrup, Mårup, Sankt Hans-Sankt Olai, Skallerup-Vennebjerg und Tårs. 2007 wurde sie Bestandteil der „neuen“ Hjørring Kommune.
Entwicklung der Einwohnerzahl der alten Hjørring Kommune  (1. Januar):

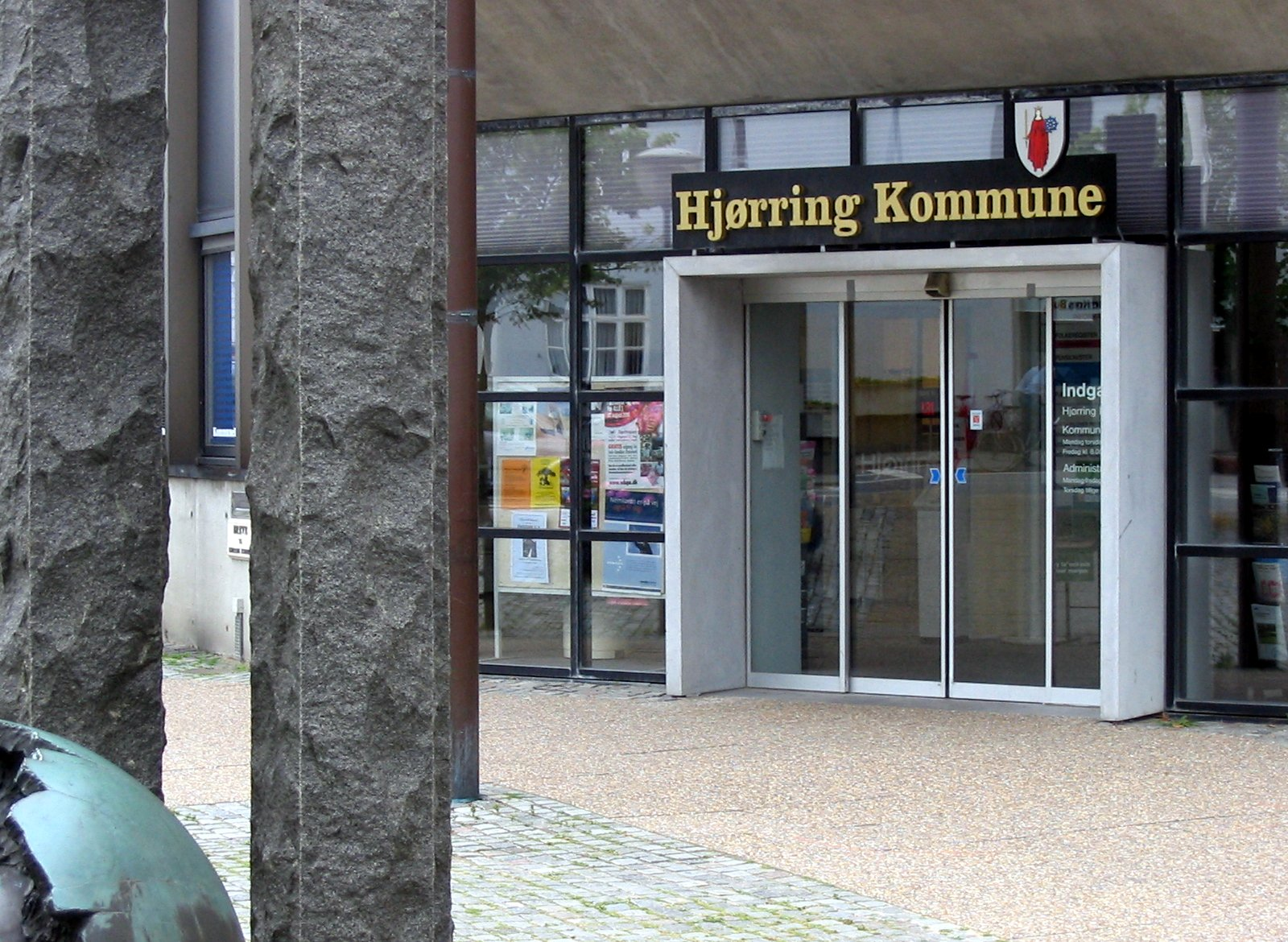
Kommunalverwaltung in Hjørring

| - 1980 – 34.456 - 1985 – 34.322 - 1990 – 34.558 - 1995 – 35.066 - 1999 – 35.625 | - 2000 – 35.493 - 2003 – 35.354 - 2004 – 35.372 - 2005 – 35.475 - 2007 – |